# L'Affaire Tournesol
O Caso Girassol (L'Affaire Tournesol, no original em francês) é o décimo oitavo álbum da série de banda desenhada franco-belga As aventuras de Tintim, produzida pelo belga Hergé. A história foi publicada semanalmente pela Revista Tintin de dezembro de 1954 a fevereiro de 1956 e republicado no formato álbum pela Casterman em 1956. A história mostra o Professor Girassol que é perseguido por duas nações, Sildávia e Bordúria, e então raptado, de forma que os seus amigos Tintim e Haddock vão procurá-lo.
Como o volume anterior, On a marché sur la Lune,L'Affaire Tournesol foi criado com a ajuda da equipe de artistas de Hergé no Studios Hergé. A história refletia as tensões da Guerra Fria que a Europa estava experimentando durante a década de 1950, e introduziu três personagens recorrentes na série: Séraphin Lampion, Boucherie Sanzot e Coronel Sponsz. Hergé continuou As Aventuras de Tintin com Coke en stock, enquanto a própria série se tornou uma parte definidora da tradição da banda desenhada franco-belga.  L'Affaire Tournesol foi criticamente bem recebido, com vários comentaristas descrevendo-o como uma das melhores aventuras de Tintin. A história foi adaptada tanto para a série televisiva Les aventures de Tintin, d'après Hergé da Belvision Studios e 1957, quanto para a As Aventuras de Tintim dos estúdios Ellipse Animation e Nelvana de 1991.

## Sinopse
Em O caso Girassol uma série de misteriosos acontecimentos assombra o castelo de Moulinsart. Vidraças se quebram de repente, espelhos se arrebentam, copos estouram, as preciosas louças da coleção do capitão se espatifam. Tudo que é de vidro vira caco. Para piorar, ouvem-se tiros no parque. Guiados por Milu, o capitão e Tintim encontram um homem ferido, caído numa moita. No meio da confusão, Girassol viaja para a Suíça, e depois da sua partida os vidros param de quebrar. Desconfiado, Tintim resolve dar uma espiada no laboratório do professor, onde topa com um mascarado. O homem consegue escapar. Pressentindo que Girassol possa estar em perigo, nossos amigos partem para a Suíça.Mas não conseguem encontrar o professor a tempo. Escapando de mil atentados e ciladas, a pista de Girassol os leva até a Bordúria, dominada por um tirano com planos sinistros em mente.

## Na Suíça
Não só em Genebra como em Nyon há traços evidentes da passagem de Tintin, de Milu, do Capitão Haddock e do Professor Girassol.  O Hotel Cornavin, que se encontra ao lado da Estação de Cornavin em Genebra, tem à porta uma imagem de Tintin pois que em L'Affaire Tournesol o  Professor Girassol "ocupou" o quarto 122, aliás a chave desaparece regularmente!  No  centro de turismo de Nyon pode-se obter o  folheto Avec Tintin, sur les traces de Tournesol à Nyon com a localização da passaram e imagens do respectivo álbum.

## Adaptações
L'Affaire Tournesol é uma das aventuras de Tintin que foram adaptadas para a primeira série animada de Tintin, Les aventures de Tintin, d'après Hergé pelo estúdio belga Belvision em 1957, dirigido por Ray Goossens e escrito por Michel Greg, ele mesmo um cartunista conhecido que em anos posteriores se tornaria editor-chefe da revista Tintim. No Reino Unido, esse episódios, foram apresentados pela televisão inglesa como um filme completo, foi lançado em VHS nos anos 80, depois em DVD no início dos anos 2000.
Em 1991, L'Affaire Tournesol foi adaptado para um episódio da série de televisão As Aventuras de Tintim, do estúdio francês Ellipse Animation e o canadense Nelvana. Dirigido por Stéphane Bernasconi, o personagem de Tintin teve a voz de Thierry Wermuth. Dirigida por Stéphane Bernasconi, os críticos elogiaram a série por ser "geralmente fiel", com composições tendo sido tiradas diretamente dos quadrinhos originais.